# Essai sur l'inégalité des races humaines
Essai sur l'inégalité des races humaines (em português, Ensaio sobre a desigualdade das raças humanas) é um ensaio do conde Arthur de Gobineau publicado parcialmente em 1853, visando estabelecer as supostas diferenças que separam as raças humanas (branca, amarela e negra). Uma edição completa foi publicada pela primeira vez em 1855. Com seu livro, Gobineau inventou um dos grandes mitos do racismo contemporâneo: o mito ariano.

## Contexto
Joseph-Arthur de Gobineau era um aristocrata, diplomata e teórico Francês que imensamente influenciou o crescimento das ideias e pensamentos racistas na Europa e nos Estados Unidos. Suas ideias se baseiam na crença que as raças “puras”, que tinham características superiores, foram desvalorizadas ao misturar-se com “raças inferiores” e colapsaram. Assim deixaram espaço para o surgimento de raças mais puras. Essa teoria sobre as diferenças entre raças define a história da humanidade para o Gobineau. Daí veio o conceito de “Arianos”, termo usado para referir-se à suposta raça superior; a germânica.

## Conteúdo
Gobineau postula que nenhuma verdadeira civilização surgiu sem a iniciativa de pessoas da raça branca. Com este intuito, ele classifica (arbitrariamente) a composição racial de várias civilizações antigas: hindus (arianos), egípcios (arianos), assírios (arianos e semitas), gregos (arianos), chineses (arianos), romanos (celtas, celtiberos, arianos e semitas), povos germânicos do século V (arianos) e três civilizações americanas pré-colombianas: Alleghenys(?), incas e astecas (brancos).
Estes conceitos equivocados forneceram justificativas teóricas para as afirmações de vários grupos racistas quanto a supremacia da raça branca sobre as demais. Gobineau comparou o cérebro do homem nas diferentes etnias e assumiu que havia uma relação entre seu volume e o grau de civilização.
Segundo ele, a mistura de raças era inevitável, e levaria a raça humana a graus sempre maiores de degenerescência, tanto física quanto intelectual. É atribuída a Gobineau a frase "Eu não acredito que viemos do macaco mas creio que estamos indo nessa direção".
As teorias de Gobineau não eram totalmente novas, inserindo-se em uma discussão que tivera origem no humanismo renascentista e nas observações de cientistas à época dos grandes descobrimentos marítimos.
Não obstante, as ideias de Gobineau nunca ultrapassaram o plano filosófico. Saudoso de um suposto passado idílico da humanidade, uma mítica "Era do Ouro", procurava dessa forma explicar o que ele chamava de inevitável decadência da humanidade. Na contramão das ideias iluministas, segundo as quais o homem caminhava para o progresso, ele via a humanidade caminhando para o seu fim. Dessa forma, Gobineau jamais endossou ou prefigurou qualquer solução política para o problema das raças. Assim, manifestou seu desagrado quando os escravocratas norte-americanos procuraram valer-se de suas teorias para justificar a escravidão: "Que não contem comigo para explorar seus negros" (Correspondência,1854-1876, carta a Prokesh-Osten).
No Ensaio Sobre a Desigualdade das Raças Humanas, Gobineau classifica cada raça de pior à melhor, usando estereótipos racistas. Ele reivindicava que todos os homens pertenciam a três categorias de raças: a negra, amarela e a branca. A raça negra é classificada como a mais inferior, descrita da seguinte forma, “Se suas faculdades mentais são embotadas ou mesmo inexistentes, ele frequentemente tem uma intensidade de desejo e, portanto, de vontade, que pode ser chamada de terrível.” (Gobineau 1853) Depois segue a raça amarela, que se refere à asiática, polinésia e americana. Sobre eles Gobineau escreve, “O homem amarelo tem pouca energia física e tende à apatia; ele não comete nenhum dos estranhos excessos tão comuns entre os negros. Seus desejos são fracos, sua força de vontade mais obstinada do que violenta...” Finalmente, Gobineau classifica os brancos como a raça superior. Descreve aos brancos como “corajosos e ideais”, e com, “uma maior potência física, um extraordinário instinto de ordem, não apenas como garantia de paz e tranquilidade, mas como meio indispensável de autopreservação. Ao mesmo tempo, eles têm um amor notável e até extremo pela liberdade...”

## Influência
Igualmente não ficou só na sua posição, pois na mesma época do Essai homens como o compositor alemão Richard Wagner, políticos como Houston Stewart Chamberlain, este nascido na Inglaterra e genro de Wagner, e Adolf Hitler aderiram ao que foi então chamado "gobinismo".
Somente a raça branca ou "Ariana", criadora da civilização, possuía as virtudes mais elevadas do homem: honra, amor à liberdade, etc., qualidades que poderiam ser perpetuadas apenas se a raça permanecesse pura. Em sua opinião os judeus e os povos mediterrâneos haviam degenerado devido a muita miscigenação ao longo da história. Somente os alemães haviam preservado a pureza ariana, mas a "evolução" (embora essa palavra fora do contexto das ciências naturais não é considerada como científica) do mundo moderno os condenava também aos cruzamentos inter-raciais e a degenerescência simiesca (retrocesso evolutivo).

## Influência no Nazismo
As ideias racistas de Gobineau, especificamente as da superioridade da raça Ariana, foram promovidas por outros filósofos assim expandindo sua popularidade rapidamente. Após as ideias se espalharem, Adolf Hitler decidiu utilizar o conceito e adaptá-lo para o partido nazista. Os Nazis seguiam a ideia de que os alemães eram arianos, e implementaram a ideia de que aqueles que não eram arianos, especialmente os judeus, eram uma grande ameaça à sociedade alemã. O prejuízo contra os ciganos e negros também piorou a partir das ideias tomadas do Gobineau. Daí em diante, leis começaram a ser implementadas, onde os judeus eram legalmente excluídos e os Arianos tinham um status social privilegiado. O livro foi crucial para estabelecer as ideias e conceitos nazistas. 

## Os Arianos
O povo ariano teria habitado um ponto da Ásia, basicamente o Cáucaso e a região montanhosa da Pérsia central. A evidência de sua existência eram as raízes fonéticas das línguas faladas nessas regiões, remanescentes do que teria sido a língua indo-europeia. Foi encontrada também uma inscrição do século V antes de Cristo do rei persa Dario  (522-486 BC), onde declara ser rei dos persas e "da raça ariana". A palavra seria originalmente "Ayia, significando "livre", nobre" "firme" e dela deriva a palavra Irã, hoje o nome do país que foi a antiga Pérsia. Heródoto, referiu-se aos povos do Irã (antiga Pérsia) como arianos. A partir dessa região original, o platô iraniano, teriam conquistado o norte da Índia ao Sul e regiões da Europa, ao norte. Na Índia resultou uma divisão entre a cultura ariana no norte e a cultura dravidiana ao sul, algo hostis uma com a outra.

## Reações aoEssai sur l'Inegalite des Races Humaines
As teorias de Gobineau foram em geral bem recebidas, e se tornaram de certo modo populares nos países europeus. Os povos que ele discriminara pouco reagiram, e os comentaristas da correspondência por ele mantida com Dom Pedro II não aludem ao que o monarca teria dito em resposta às queixas do francês, ou mesmo como crítica às suas ideias. Fora do Brasil, um enérgico protesto veio do Haiti, um país de população quase cem por cento negra, e que, como todos os países africanos e afro-americanos, sentiu-se humilhado com a nova filosofia racista da superioridade racial. Anténor Firmin, um afro-haitiano, publicou em Paris, em 1885, portanto apenas três após a morte de Gobineau, um monumental ensaio em francês, de 650 páginas, cujo título é uma paródia ao ensaio de Gobineau: L'Egalite des Races Humaines ("A igualdade das raças humanas"). O livro salienta as conquistas da cultura negra desde o Egito antigo e os países do vale do Nilo, Sudão e Etiópia, até a primeira "República Negra" do Haiti, como evidência do potencial dos povos africanos.
Joseph-Antenor Firmin foi jornalista, escritor, advogado e ministro das relações exteriores do presidente Hyppolite no Governo do Haiti. Um rebelde em certa época na história de seu país, foi exilado em St. Thomas, nas ilhas Virgens, território norte-americano. Além da obra em resposta a Gobineau, publicou em 1905, um livro de grande repercussão, sobre o presidente Roosevelt, dos Estados Unidos, nas relações com a República do Haiti, profetizando uma intervenção americana que mais tarde de fato aconteceu.

## Consequências na Atualidade
Hoje em dia o termo Ariano segue sendo usado pelos supremacistas brancos no mundo, usam o termo para referir a qualquer pessoa branca e não judeu. Todavia há pessoas que creem nas teorias racistas originárias do Gobineau, e o uso da palavra “Ariano” simboliza o suporte das pessoas no nazismo e suas ideologias. Ideias prejudiciais desde um livro como “Essai sur l'Inegalite des Races Humaines”, causaram imensas tragédias através do mundo, escalando a desumanizar grupos de pessoas e perseguições. Na atualidade o nazismo tem o nome de “neonazismo” que também tem as ideias racistas, anti-semíticas e nacionalistas. 